# Jack Ormston
Jack Ormston, właśc. John Glaholme Ormston (ur. 30 października 1909 w West Cornforth, zm. 22 czerwca 2007) – brytyjski żużlowiec.

## Osiągnięcia
| Osiągnięcia:                                  | Osiągnięcia: | Najwyższe: 7. miejsce w roku 1936 | Najwyższe: 7. miejsce w roku 1936 | Najwyższe: 7. miejsce w roku 1936 | Najwyższe: 7. miejsce w roku 1936 |
| Sezon                                         | Miasto       | Msc                               | Pkt                               | Biegi                             | Uwagi                             |
| ↓ W barwach reprezentacji Wielkiej Brytanii ↓ |              |                                   |                                   |                                   |                                   |
| 1936                                          | Londyn       | 7                                 | 17                                | 5+ (1,1,2,3,1)                    |                                   |
| 1938                                          | Londyn       | 16                                | 5                                 | 0+ (3,2)                          |                                   |

| Osiągnięcia: | Osiągnięcia: | Najwyższe: 2. miejsce w roku 1935 | Najwyższe: 2. miejsce w roku 1935 | Najwyższe: 2. miejsce w roku 1935 | Najwyższe: 2. miejsce w roku 1935 |
| Sezon        | Miasto       | Msc                               | Pkt                               | Biegi                             | Klub                              |
| 1930         | Wembley      | 2                                 | 14                                | (3,3,3,2,3)                       |                                   |
| 1935         | Wembley      | 3                                 | 5                                 | -                                 |                                   |